# Kuivezand
Kuivezand est un hameau situé dans la commune néerlandaise de Halderberge, dans la province du Brabant-Septentrional.